# (18071) 2000 BA27
(18071) 2000 BA27 è un asteroide troiano di Giove del campo greco. Scoperto nel 2001, presenta un'orbita caratterizzata da un semiasse maggiore pari a 5,306845 UA e da un'eccentricità di 0,057949, inclinata di 3,644927° rispetto all'eclittica. Ha un diametro di 22,183 km, un periodo di rotazione di 36,0 ore e un'albedo di 0,082.